# Autódromo Parque Tangamanga
Das Autódromo Parque Tangamanga ist eine teilpermanente Motorsport-Rennstrecke in San Luis Potosi in Mexiko.

## Geschichte
Die Strecke wurde 1992 im Stadtpark Parque Tangamanga II von San Luis Potosi angelegt, der auf dem Gelände des ehemaligen Flughafens der Stadt errichtet wurde. 2014 wurde die Schikane vor der Einfahrt zur fast kreisrunden Kurve vor der Start-Ziel-Geraden erweitert.

## Streckenbeschreibung
Die Strecke nutzt einige der Straßen des Stadtparks, wie den Kreisverkehr um den zentralen Brunnen des Parks. Seit 2014 finden auf der Gegengeraden auch Beschleunigungsrennen über eine Achtel-Meile statt.

## Veranstaltungen
Die Mexikanische Formel-3-Meisterschaft gastierte von 1993 bis 2002 insgesamt zwölf Mal auf dem Kurs. 2004 kam es zu einem Gastauftritt der Desafio Corona, der Vorgängerserie der NASCAR Mexico Series.